# Tramwaje w Krasnodarze
Tramwaje w Krasnodarze − system komunikacji tramwajowej w rosyjskim mieście Krasnodar.

## Historia
Pierwsze projekty budowy linii tramwaju konnego pochodzą z lat 1886–1887, jednak zostały odrzucone, tak jak podobny projekt z 1893 r. 28 maja 1897 r. miasto podpisało umowę z francuską firmą Compagnie de traction na budowę dwóch linii tramwajowych o szerokości toru 1000 mm. Od 18 lutego 1898 r. inwestycję tę realizowała belgijska spółka Compagnie de traction et d'electricité. 23 grudnia 1900 r. uruchomiono dwie pierwsze linie. W ciągu kolejnych lat rozbudowywano sieć tramwajową; w 1911 r. długość wszystkich tras osiągnęła długość 15 km. W 1920 r. włączono do sieci miejskiej linię podmiejską do Paszkowskiego wybudowaną w latach 1910–1912. Począwszy od 1934 r. rozpoczęto przebudowę tras tramwajowych z szerokości 1000 mm na 1524 mm, którą zakończono w 1949 r. W 1942 r. został wstrzymany ruch tramwajów z powodu bombardowania miasta. W lutym 1943 r. po wyzwoleniu miasta przez wojska radzieckie przystąpiono do odbudowy zniszczonej infrastruktury i stopniowego uruchamiania linii. 1 stycznia 1950 r. w dwóch zajezdniach północnej i wschodniej stacjonowało 38 wagonów silnikowych i 45 wagonów doczepnych. W lipcu 2018 r. sieć tramwajowa składała się z 13 linii obsługiwanych przez dwie zajezdnie:
- Wostocznoje diepo (pol. zajezdnia wschodnia)
- Zapadnoje diepo (pol. zajezdnia zachodnia)

## Linie tramwajowe
W Krasnodarze na początku lipca 2018 r. kursowało 15 linii tramwajowych:
| Działające   |                                                  |                                                  |
| Nr           | Trasa                                            | Trasa                                            |
| 2            | ulica Diekabristow ↔ ulica Industrialnaja        | ulica Diekabristow ↔ ulica Industrialnaja        |
| 3            | Zapadnoje tramwajnoje diepo ↔ ulica Diekabristow | Zapadnoje tramwajnoje diepo ↔ ulica Diekabristow |
| 4            | Komsomolskij mikrorajon ↔ ulica Industrialnaja   | Komsomolskij mikrorajon ↔ ulica Industrialnaja   |
| 5            | ulica Sołniecznaja ↔ Paszkowskij mikrorajon      | ulica Sołniecznaja ↔ Paszkowskij mikrorajon      |
| 6            | Jubilejnyj mikrorajon ↔ ulica Dimitrowa          | Jubilejnyj mikrorajon ↔ ulica Dimitrowa          |
| 7            | Zapadnoje tramwajnoje diepo ↔ ulica Dimitrowa    | Zapadnoje tramwajnoje diepo ↔ ulica Dimitrowa    |
| 8            | Ulica Sołniecznaja ↔ Chładokombinat              | Ulica Sołniecznaja ↔ Chładokombinat              |
| 9            | Chładokombinat ↔ Paszkowskij mikrorajon          | Chładokombinat ↔ Paszkowskij mikrorajon          |
| 10           | Chładokombinat ↔ Komsomolskij mikrorajon         | Chładokombinat ↔ Komsomolskij mikrorajon         |
| 11           | Jubilejnyj mikrorajon ↔ Krasnodar-1              | Jubilejnyj mikrorajon ↔ Krasnodar-1              |
| 12           | ulica Dimitrowa ↔ ulica Dimitrowa                | ulica Dimitrowa ↔ ulica Dimitrowa                |
| 15           | ulica Sołniecznaja ↔ Krasnodar-1                 | ulica Sołniecznaja ↔ Krasnodar-1                 |
| 20           | ulica Diekabristow ↔ Chładokombinat              | ulica Diekabristow ↔ Chładokombinat              |
| 21           | Jubilejnyj mikrorajon ↔ ulica Sołniecznaja       | Jubilejnyj mikrorajon ↔ ulica Sołniecznaja       |
| 22           | ulica Sołniecznaja ↔ ulica Dimitrowa             | ulica Sołniecznaja ↔ ulica Dimitrowa             |
| Zlikwidowane |                                                  |                                                  |
| Nr           | Trasa                                            |                                                  |
| 1            | Jubilejnyj mikrorajon ↔ Komsomolskij mikrorajon  |                                                  |

## Tabor
W styczniu 1948 r. otrzymano z Moskwy 10 tramwajów KP. Dnia 17 marca 1971 r. po raz pierwszy na linię wyjechały pierwsze tramwaje typu KTM-5. 4 listopada 1980 r. otrzymano pierwszy tramwaj Tatra T3 produkcji czechosłowackich zakładów ČKD. Na początku lipca 2018 r. tabor składał się 268 tramwajów (przede wszystkim z Tatr T3 i KTM-5 w kilku odmianach).
| Zdjęcie                            | Typ                                | przewóz osób na wózkach            | Liczba |
| ---------------------------------- | ---------------------------------- | ---------------------------------- | ------ |
|                                    | KTM-5M3                            |                                    | 75     |
|                                    | Tatra T3SU                         |                                    | 60     |
|                                    | Tatra T3SU GOH MRPS                |                                    | 35     |
|                                    | Tatra T3SU GOH TRZ                 |                                    | 25     |
|                                    | Tatra T3SU GOH TMZ                 |                                    | 15     |
|                                    | KTM-8K                             |                                    | 11     |
|                                    | KTM-5M3R8                          |                                    | 10     |
|                                    | KTM-19                             |                                    | 10     |
| 71-407 w Niżnym Nowogrodzie        | 71-407                             | przewóz osób na wózkach            | 5      |
|                                    | KTM-23                             | przewóz osób na wózkach            | 21     |
|                                    | 71-931                             | przewóz osób na wózkach            | 1      |
| Łączna liczba:                     | Łączna liczba:                     | Łączna liczba:                     | 268    |
| Udział tramwajów niskopodłogowych: | Udział tramwajów niskopodłogowych: | Udział tramwajów niskopodłogowych: | 10,08% |